# Marko Ipatti
Marko Ipatti, né le 1er février 1967, est un pilote automobile finlandais de rallyes.

## Biographie
Il commence la compétition en 1986, et dispute ses deux premières épreuves internationales en 1994. Il cesse son activité au volant en 2004, mais il lui arrive d'occuper la place de navigateur, comme en 2007 pour Jaakko Keskinen (déjà côtoyé en 2001) durant le rallye de Sarre.
Son meilleur résultat en championnat du monde est une 7e place lors de son rallye national en 1995, sur Mitsubishi Lancer Evo II associé à son compatriote Harri Liesi.
Il participe au championnat anglais régulièrement uniquement durant l'année de sa victoire finale.

## Palmarès

### Titre
- Champion d'Angleterre des rallyes (BRC) : 2000, sur Mitsubishi Lancer Evo VI (Gr.N4) du team Polar Motorsport (copilote son compatriote Kari Kajula);

### Victoire et podiums en BRC
- Rallye Pirelli : 2000 ;
  - 2e du rallye d'Écosse : 2000 ;
  - 3e du rallye du Pays de Galles : 2000 ;
  - 3e du rallye MSA : 2000.